# Pilda semănătorului (roman)
Pilda semănătorului (în engleză Parable of the Sower) este un roman științifico-fantastic din 1993 scris de Octavia E. Butler. Este primul dintr-o serie de două romane. A fost publicat prima dată de Four Walls Eight Windows în 1993, de Women's Press Ltd. în 1995, de Warner în 1995 și 2000 și de Seven Stories Press în 2017. În 1994, New York Times a numit-o cartea cea mai notabilă a anului (Notable Book of the Year). În 1995, a fost nominalizat la Premiul Nebula pentru cel mai bun roman, iar în 2020 a devenit un bestseller New York Times la 3 septembrie, apărând în lista cărților de ficțiune cu copertă broșată (Trade Paperback Fiction).

## Prezentare
Povestea are loc în anii 2020, după ce societatea s-a prăbușit în mare parte din cauza schimbărilor climatice, a inegalității în creștere a bogăției și a lăcomiei corporative. Romanul se concentrează asupra unei tinere pe nume Lauren Oya Olamina, care posedă ceea ce Butler a numit hiperempatie sau „împărtășire” - capacitatea de a simți durere și alte senzații la care este martoră. Ca adolescentă ce crește în rămășițele unei comunități închise de lângă Los Angeles, ea începe să dezvolte un nou sistem de credințe, pe care ajunge să-l numească Sămânța Pământului. Când securitatea comunității este compromisă, casa ei este distrusă, iar familia ei este ucisă și călătorește spre nord împreună cu alți supraviețuitori. Societatea din afara zidurilor comunității a revenit la haos din cauza deficitului de resurse și a sărăciei, iar relațiile între diferite rase sunt stigmatizate pe fondul atacurilor împotriva minorităților religioase și etnice. Lauren crede că destinul omenirii este să călătorească dincolo de Pământ și să trăiască pe alte planete, forțând omenirea să ajungă la maturitate și că Semințele Pământului sunt pregătite pentru acest destin. Ea adună adepți de-a lungul călătoriei sale spre nord și întemeiază prima comunitate de Semințe ale Pământului, Acorn, din nordul Californiei.

## Legături externe
- en  Istoria publicării lucrării Parable of the Sowe la Internet Speculative Fiction Database
- en  Istoria publicării lucrării Pilda semănătorului la Internet Speculative Fiction Database

## Vezi și
- 1993 în științifico-fantastic